# Cinclidotus pachylomoides
Cinclidotus pachylomoides är en bladmossart som beskrevs av Maurice Bizot 1952. Cinclidotus pachylomoides ingår i släktet Cinclidotus och familjen Cinclidotaceae. Inga underarter finns listade i Catalogue of Life.